# تومي سفينسون
تومي سفينسون (بالسويدية: Tommy Svensson) من مواليد 4 مارس 1945، لاعب كرة قدم سويدي سابق، ومدرب كرة قدم سويدي سابق.
لعب مع منتخب السويد لكرة القدم في بطولة كأس العالم لكرة القدم 1970.
درب منتخب السويد لكرة القدم منذ عام 1991 وحتى عام 1997.

## روابط خارجية
- تومي سفينسون على موقع الاتحاد الدولي (مؤرشف)  (الإنجليزية)
- تومي سفينسون على موقع قاعدة بيانات كرة القدم.إي يو (الإنجليزية)
- تومي سفينسون على موقع ناشيونال فوتبول تيمز (الإنجليزية)